# Eucarpia brunnea
Eucarpia brunnea är en insektsart som först beskrevs av Frederick Arthur Godfrey Muir 1913.  Eucarpia brunnea ingår i släktet Eucarpia och familjen kilstritar. Inga underarter finns listade i Catalogue of Life.